# Labeobarbus natalensis
Statut de conservation UICN

 LC  : Préoccupation mineure
Espèce
Labeobarbus natalensis, localement appelé Scaly yellowfish ou KwaZulu-Natal yellowfish, est une espèce de poisson de la famille des Cyprinidae.
Ce poisson se trouve en Afrique du Sud dans le système fluvial de la Tugela ainsi que dans l'Umzimkulu, l'Umfolozi et l'Umgeni (en), entre le piémont du Drakensberg et les plaines côtières. C'est un des poissons les plus répandus de la province du KwaZulu-Natal.
L'espèce est, en 2017, classée « espèce de préoccupation mineure » dans la liste rouge de l'UICN (9 janv. 2019).